# Partito Popolare Faroense
Il Partito Popolare Faroense – Autogoverno Radicale (Hin føroyski fólkaflokkurin – radikalt sjálvstýri) è un partito politico faroense pro-indipendenza faroense conservatore e liberal-conservatore guidato da Beinir Johannesen. Uno dei quattro maggiori partiti, ha otto seggi nel Løgting dalle elezioni del 2011, che lo rende il più grande partito congiunto, ma non ha nessuno dei seggi delle Fær Øer nel Folketing.
Fondato nel 1939 come scissione dal Partito dell'Autogoverno e da ex membri del Partito degli Affari (Vinnuflokkurinn), il partito ha tradizionalmente sostenuto una maggiore autonomia per le Isole Faroe. Il leader del partito, Hákun Djurhuus, servì come Primo Ministro dal 1963 al 1967, così come Jógvan Sundstein dal 1989 al 1991. Nel 1998, adottò una politica d'indipendenza totale dalla Danimarca come parte di un accordo di coalizione in cui il leader Anfinn Carlsberg divenne PM. Dal 2004 fino al 2011, tranne che per un breve periodo nel 2008, il partito è stato in coalizione con il Partito dell'Unione e il Partito dell'Uguaglianza, che volevano mantenere lo status quo politico. Dal novembre 2011, il partito è stato in coalizione con il Partito dell'Unione (Sambandsflokkurin), il Partito di Centro (Miðflokkurin) e fino al settembre 2013 anche con il Nuovo Autogoverno (Sjálvstýrisflokkurin), che lasciò la coalizione dopo che il loro ministro venne dimesso.
È affiliato al Partito dei Conservatori e dei Riformisti Europei e all'Unione Democratica Internazionale.

## Storia
Il partito venne fondato nel 1939 come Vinnuflokkurin.  Il partito si scisse dal Partito dell'autogoverno sulla riforma agraria, e mantenendo una politica di liberalizzazione economica e conservatorismo sociale, con il supporto della base del partito nel settore della pesca e delle imprese private.  Il programma economico del partito era di sfruttare le risorse locali per ridurre la dipendenza dalla Danimarca, e il successo del Sjóvinnubankin venne utilizzato dal partito per dimostrare che le Isole Faroe avrebbero essere economicamente autosufficienti. Il partito ricevette il nome attuale nel 1940.  Nelle elezioni faroensi del 1943, il partito vinse 12 dei 25 seggi: uno in meno della maggioranza assoluta.
Il Partito Popolare è entrato in un governo di coalizione con il Partito dell'Uguaglianza nel 1990, rompendo il ciclo delle coalizioni di centro-destra e di centro-sinistra. Il partito si ritirò nel 1993, per essere sostituito da partiti di sinistra. Nelle elezioni faroensi del 1994, il partito perse più di un quarto dei suoi voti, rimanendo al di fuori del governo. Tuttavia, fece ritorno nel 1996, questa volta con il Partito dell'Unione, il Partito dell'Autogoverno, e il Fronte Laburista.
Nelle elezioni del 1998, il partito riprese la sua posizione pre-1994 ed entrò in una coalizione trasversale spettro con il Partito Repubblicano e il Partito dell'Autogoverno, in base alla quale il Partito Popolare adottò una politica di ricerca dell'indipendenza. Il piano d'indipendenza fallì nel 2001, dopo che la Danimarca minacciò di tagliare l'assistenza economica prima del previsto. Nelle seguenti elezioni annuali, il partito rimase al 21% dei voti, e rimase in una coalizione rinnovata che includeva anche il Partito di Centro.
Quando il presidente Anfinn Karlsberg decise di non correre per la rielezione, venne prevista una nuova elezione. C'erano due candidati, l'ex ministro della Pesca, Jørgen Niclasen, e l'attuale ministro dell'Industria, Bjarni Djursholm. L'elezione il 2 agosto 2007 diede a Jørgen Niclasen la maggioranza dei voti, facendo di lui il nuovo presidente del partito. Nelle elezioni parlamentari danesi del 2007 il partito ha ricevuto il 20,5% dei voti faroensi (in calo dal 24,1% che aveva vinto nel 2005) e perse il seggio che aveva precedentemente tenuto nel Folketing. Nelle elezioni faroensi del 2008, il partito ha vinto il 20,1% del voto popolare e sette seggi su 33.
Nelle elezioni anticipate del 2011, il partito ha vinto otto seggi. Nel 2013 Janus Rein, che è stato eletto per Progresso, si unì al Partito Popolare dopo essere stato un membro del Løgting senza alcuna appartenenza politica per undici mesi. Dopo questo evento, il Partito popolare ha 9 dei 33 membri del Løgting.
Alle elezioni politiche del 2015, il partito ha perso due seggi, ottenuto il 18,9% dei voti e 6 membri. Otto giorni dopo l'elezione, Annika Olsen, che aveva ricevuto 961 preferenze, ha lasciato il Partito Popolare, il che significa che il partito ha perso un membro e ora ha 5 membri del parlamento. Il 4 febbraio 2016 è ridiventata membro del Partito Popolare.

## Ideologia
In generale, il partito è liberal-conservatore. In economia, il partito è favorevole al liberalismo economico.
Il partito sostiene l'indipendenza faroense dalla Danimarca. È uno dei due maggiori partiti (insieme a Repubblica) la cui preoccupazione principale è la questione costituzionale, piuttosto che l'economia.

## Risultati elettorali
| Elezione          | Voti  | %    | Seggi   |
| ----------------- | ----- | ---- | ------- |
| Parlamentari 1928 | 671   |      | 2 / 23  |
| Parlamentari 1932 | 825   |      | 2 / 21  |
| Parlamentari 1936 | 1.891 |      | 6 / 24  |
| Parlamentari 1940 | 2.012 | 24,7 | 6 / 24  |
| Parlamentari 1943 | 1.919 | 41,5 | 5 / 25  |
| Parlamentari 1945 | 3.305 | 43,4 | 6 / 23  |
| Parlamentari 1946 | 3.705 | 40,9 | 4 / 20  |
| Parlamentari 1950 | 2.605 | 32,3 | 6 / 25  |
| Parlamentari 1954 | 2.518 | 20,9 | 5 / 27  |
| Parlamentari 1958 | 3.589 | 17,8 | 8 / 30  |
| Parlamentari 1962 | 4.161 | 20,2 | 8 / 29  |
| Parlamentari 1966 | 4.751 | 21,6 | 7 / 26  |
| Parlamentari 1970 | 4.916 | 20,0 | 7 / 26  |
| Parlamentari 1974 | 5.125 | 20,5 | 7 / 26  |
| Parlamentari 1978 | 5.062 | 17,9 | 8 / 32  |
| Parlamentari 1980 | 5.043 | 18,9 | 8 / 32  |
| Parlamentari 1984 | 5.879 | 21,6 | 8 / 32  |
| Parlamentari 1988 | 6.233 | 23,2 | 7 / 32  |
| Parlamentari 1990 | 7.805 | 21,9 | 10 / 32 |
| Parlamentari 1994 | 3.918 | 16,0 | 5 / 32  |
| Parlamentari 1998 | 6.063 | 21,3 | 7 / 32  |
| Parlamentari 2002 | 6.378 | 20,8 | 7 / 32  |
| Parlamentari 2004 | 6.921 | 20,6 | 7 / 32  |
| Parlamentari 2008 | 6.018 | 20,1 | 6 / 33  |
| Parlamentari 2011 | 5.428 | 22,5 | 6 / 33  |
| Parlamentari 2015 | 8.093 | 18,9 | 8 / 33  |
| Parlamentari 2019 | 8.298 | 24,5 | 8 / 33  |
| Parlamentari 2022 | 6.473 | 18,9 | 6 / 33  |

## Capi partito

### Presidenti
| Leader | Leader              | Dal           | Al            |
| ------ | ------------------- | ------------- | ------------- |
| 1°     | Jóannes Patursson   | 1940          | 1946          |
| 2°     | Thorstein Petersen  | 1946          | 1951          |
| 3°     | Hákun Djurhuus      | 1951          | 1980          |
| 4°     | Jógvan Sundstein    | 1980          | 1993          |
| 5°     | Anfinn Kallsberg    | 1993          | 2007          |
| 6°     | Jørgen Niclasen     | 2007          | Marzo 2022    |
| 7°     | Christian Andreasen | Marzo 2022    | Novembre 2022 |
| 8°     | Beinir Johannesen   | Novembre 2022 | In carica     |